# Dmitrij Radtjenko
Dmitrij Leonidovitj Radtjenko (ryska: Дмитрий Леонидович Радченко), född 2 december 1970 i Sankt Petersburg, Sovjetunionen, är en rysk (och tidigare sovjetisk) före detta fotbollsspelare.
Radtjenko var uttagen i den ryska truppen till VM 1994.